# Contea di Grand Cape Mount
La contea di Grand Cape Mount è una delle 15 contee della Liberia. Il capoluogo è Robertsport.
La contea venne istituita nel 1856 con parte del territorio della contea di Montserrado.

## Geografia antropica

### Suddivisioni amministrative
La contea è divisa in 5 distretti:
- Commonwealth
- Garwula
- Golakonneh
- Porkpa
- Tewor